# 865型侦察艇
865型侦察艇是中国人民解放軍海军於1960年代開始服役的一種特種作戰巡邏艇，於艇艏裝備了12.7mm機關槍一挺，能夠作為河流和沿岸巡邏及運送特種部隊。